# Hulaulá jezik
Hulaulá jezik (’aramit, galiglu, hula hula, jabali, judeo-aramaic, kurdit, lishana axni, lishana noshan; ISO 639-3: huy), istočnoaramejski jezik koji se izvorno govorio na području današnjeg iranskog Kurdistana i susjednih predjela Iraka. Danas ga govori nešto preko 10 000 ljudi, od čega 10 000 (1999 H. Mutzafi) u Izraelu, a ostali u Iranu i SAD-u. 
Postoji nekoliko dijalekata nazvanih po lokalitetima: saqiz, kerend, sanandaj i suleimaniya. Mnogi giovornici služe se i hebrejskim [heb], a starije osobe i kurdskim.

## Vanjske poveznice
- Ethnologue (14th)
- Ethnologue (15th)